# 4-(1-Naftilazo)-1-naftol
4-(1-Naftilazo)-1-naftol ou corante, solvente marrom 5, ou castanho sudan, é composto orgânico de fórmula C20H14N2O, SMILES Oc4ccc(/N=N/c2cccc1ccccc12)c3ccccc34, e massa molecular 298,34. Apresenta densidade de 1,207 g/cm3, ponto de ebulição de 550,984 °C a 760 mmHg e ponto de fulgor de 372,394 °C. É classificado com o número CAS 2653-72-7, CBNumber CB9134599, MOL-File 2653-72-7.mol e C.I. 12020.

## Obtenção
É produzido pela reação de copulação entre o sal de diazônio da 1-nafitilamina com o 1-naftol.